# Matteo Babbini
Matteo Antonio Babbini (Bolonya, 19 de febrer de 1754 - idm. 22 de setembre de 1816) estava considerat com el més gran cantant líric de finals del segle xviii.
Obligat per la mort dels seus pares s'acollí a casa una parenta casada amb Bortoni, professor molt distingit de cant, llavors Babbini estudià aquest art amb gran aprofitament, i després actuà amb èxit en els teatres de Berlín, Sant Petersburg, Viena, París i Londres. Tornà a Itàlia, i després d'haver brillat per espai de deu anys en els primers teatres d'aquell país, es retirà del cant i a la seva ciutat natal, fundà una escola de cant on va tenir entre altres alumnes en Gioacchino Rossini.